# (17207) 2000 AW126
A (17207) 2000 AW126 a Naprendszer kisbolygóövében található aszteroida. A LINEAR projekt keretében fedezték fel 2000. január 5-én.